# Parc national de Valdaï
Le parc national de Valdaï (en russe : Валдайский национальный парк ; Valdaïski natsionalny park) est un parc national de Russie. Il a été fondé en 1990 pour préserver le complexe unique de lacs et de forêts des collines de Valdaï. Il possède depuis 2004 le statut de réserve de biosphère de l'Unesco. C'est un haut-lieu touristique de la Russie centrale avec des infrastructures en conséquence.

## Géographie

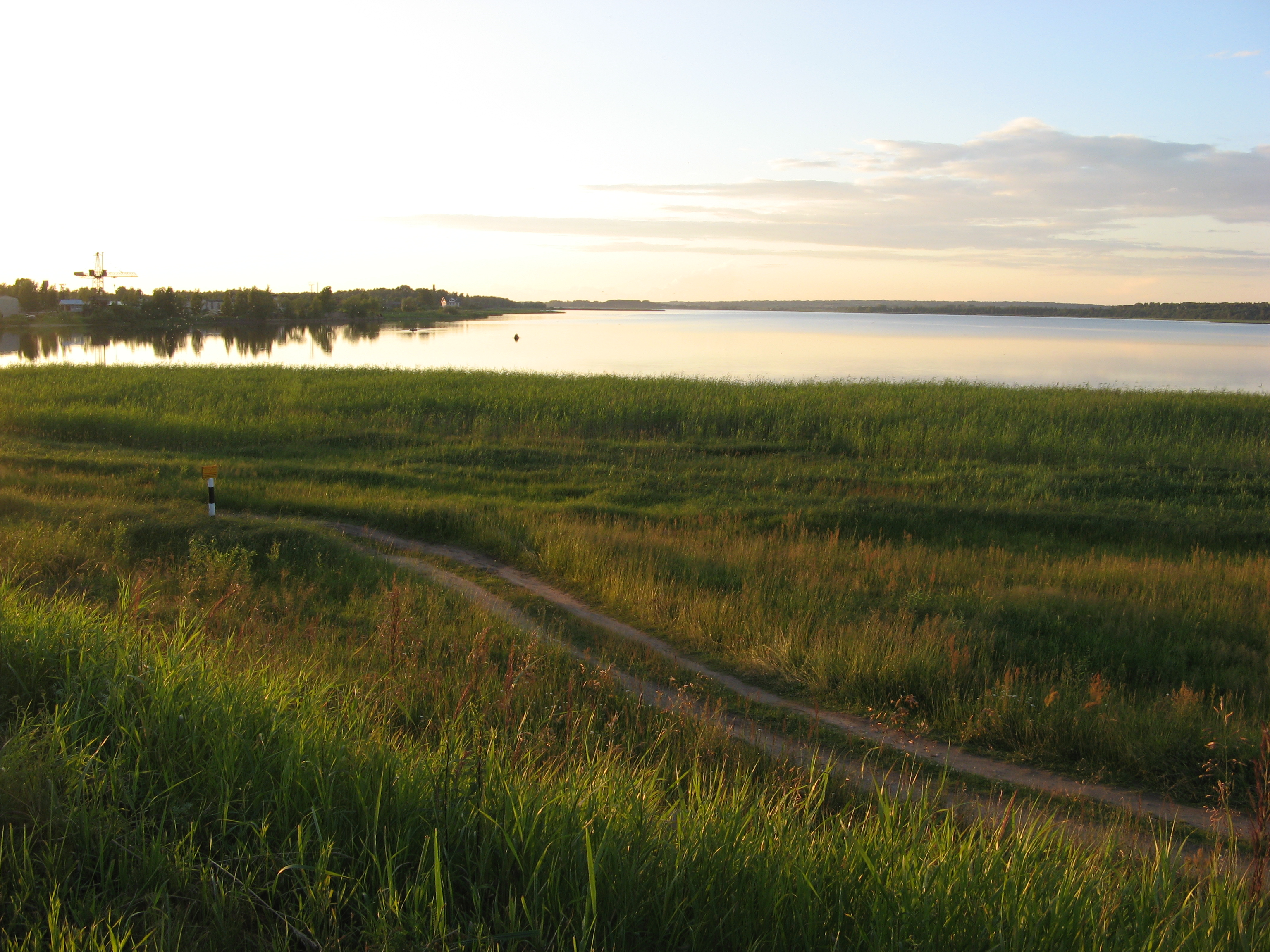
Vue d'un des lacs du parc.

Le parc national de Valdaï s'étend sur 1 585 km2, au nord des collines de Valdaï, dans un territoire compris dans les raïons (districts municipaux) d'Okoulovka (12 % du territoire), de Valdaï (62 % du territoire) et de Demiansk (26 % du territoire), dépendant de l'oblast de Novgorod.

### Hydrologie
Le parc compte près de deux cents lacs, dont cinquante-six mesurent plus de vingt hectares, les plus importants étant le lac Valdaï, le lac Velio, le lac Oujine et le lac Borovno. La partie septentrionale du lac Seliger est incluse dans le domaine du parc.
Le parc est baigné de plusieurs rivières dont les bassins appartiennent à ceux de la Pola, de la Msta et de la Volga. La Valdaïka, affluent de la Berezaïka, prend naissance au lac Oujine. Ces deux rivières sont appréciées des adeptes du rafting, ainsi que la rivière Polomet qui prend également sa source dans le parc.
Le paysage du parc a été formé à l'ère glaciaire.

## Histoire
Le parc englobe plusieurs monuments historiques ou naturels de la région rappelant la mémoire des tribus slaves qui s'y sont installées. Quatre-vingt-deux objets historiques sont répertoriés, comme des menhirs (VIIe et VIe siècles av. J.-C.), des gords (équivalents du Burgwall allemand), des sépultures slaves du VIIIe ou IXe siècle apr. J.-C. sur les collines, typiques de la région (dites Sopka), des kourganes, des vestiges d'anciens villages slaves disparus, etc. Le parc se trouve dans une région qui appartenait depuis le Moyen Âge à la république de Novgorod. On trouve également neuf anciens manoirs seigneuriaux avec leur parc, vingt-deux constructions de bois (maisons ou églises) témoins de l'architecture du XVIIe au XIXe siècle, tous inscrits au patrimoine historique. L'un des monuments des plus significatifs est le monastère Notre-Dame d'Ivérie, ou monastère Sviatoozerski (du saint lac), construit en 1653 sur une île du lac Valdaï par le patriarche Nikon. La ville de Valdaï, à dix kilomètres, abonde en églises et demeures historiques.
Les collines de Valdaï ont toujours été prisées des écrivains, des poètes, des compositeurs, des artistes, etc., comme Rimski-Korsakov, Levitan, Roerich, Juon. Elles ont été parcourues par des botanistes comme Jeleznov, visitées par Radichtchev, Pouchkine ou Tolstoï. C'est ici que sont nés l'ethnographe et biologiste Nikolaï Mikloukho-Maklaï (1846-1888) et le poète Piotr Komarov (1911-1949).

## Flore
Le parc est recouvert à 85,9 % de forêts, à 9,2 % d'eau (surtout des lacs) et à 2,9 % de marais. Les arbres que l'on observe le plus fréquemment sont les bouleaux (Betula pubescens, Betula pendula), les aulnes (Alnus incana), et des conifères comme l'épicéa commun et le pin sylvestre. Une petite partie septentrionale du parc est recouverte d'une forêt de chênes.
Les espèces suivantes présentes dans le parc sont inscrites au livre rouge de Russie : le champignon Hericium coralloides ; le lichen Lobaria pulmonaria (pulmonaire) ; les lycophytes Isoetes lacustris (isoète des lacs), Isoetes setacea (isoète sétacé) ; les angiospermes Armeria vulgaris (armérie commune), Cypripedium calceolus (sabot de Vénus), Liparis loeselii (liparis de Loesel), Cladium mariscus (marisque), Dactylorhiza baltica (orchis de la Baltique), Orchis ustulata (orchis brûlé) et Orchis militaris (orchis guerrier).

## Faune
Une cinquantaine d'espèces de mammifères sont répertoriées, ainsi que 180 espèces d'oiseaux, et une quarantaine d'espèces de poissons, comme le grand brochet, la brème, la lotte des rivières, la tanche, le carassin, l'éperlan d'Europe de la sous-espèce spirinchus, le corégone blanc, le sandre, le gardon, la perche, la grémille, etc. On observe le plus communément des ours bruns, des loups gris, des élans et des sangliers.
Les espèces suivantes présentes dans le parc sont inscrites au livre rouge de Russie des espèces menacées ou en danger. Ce sont chez les oiseaux l'aigle royal, l'aigle criard, le circaète féroce, le faucon pèlerin, le balbuzard pêcheur, le grand-duc, la pie-grièche grise, la cigogne noire, le pluvier doré, l'huîtrier pie et le plongeon arctique. Y sont également répertoriés les papillons semi-apollon et apollon.

## Galerie

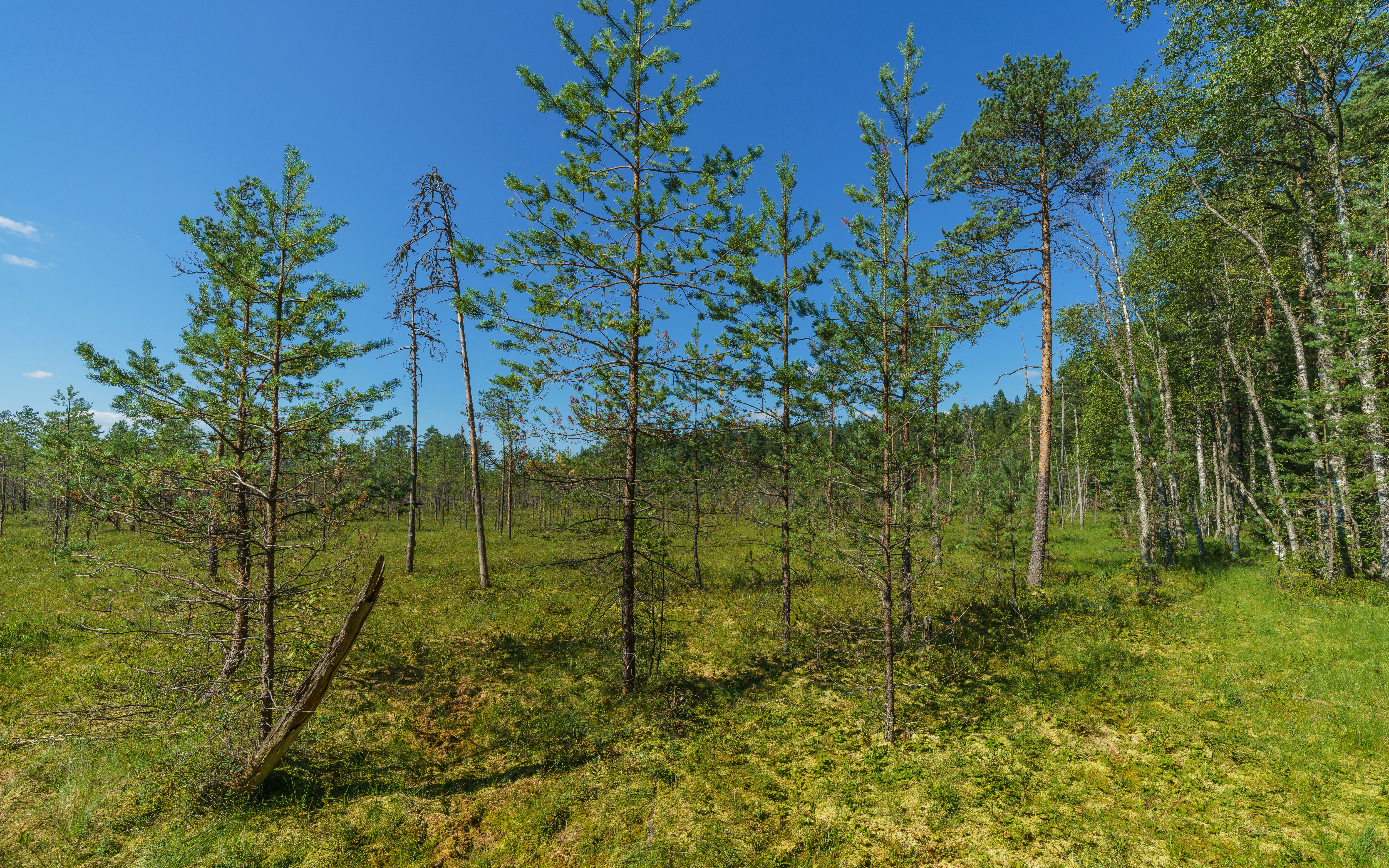
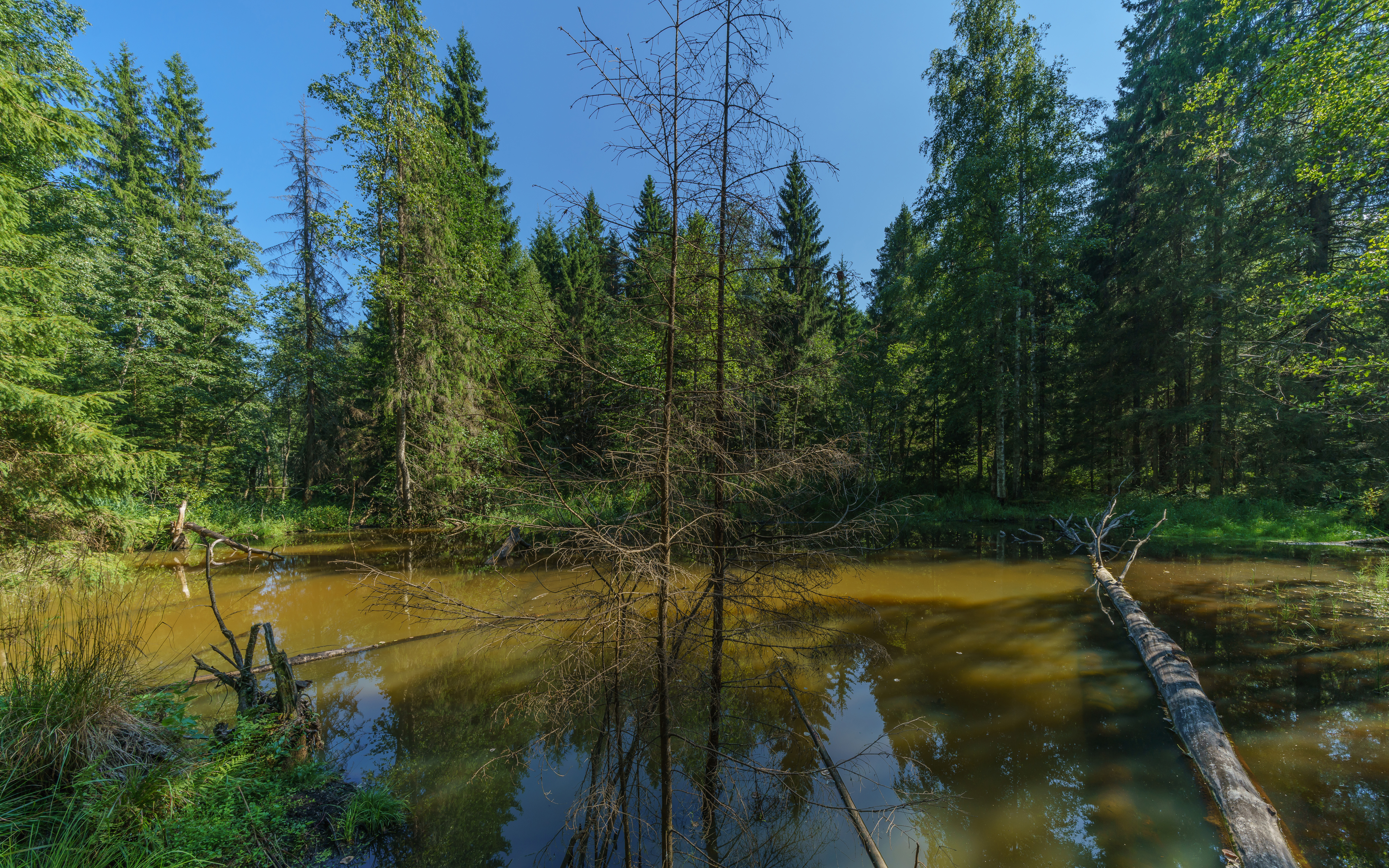
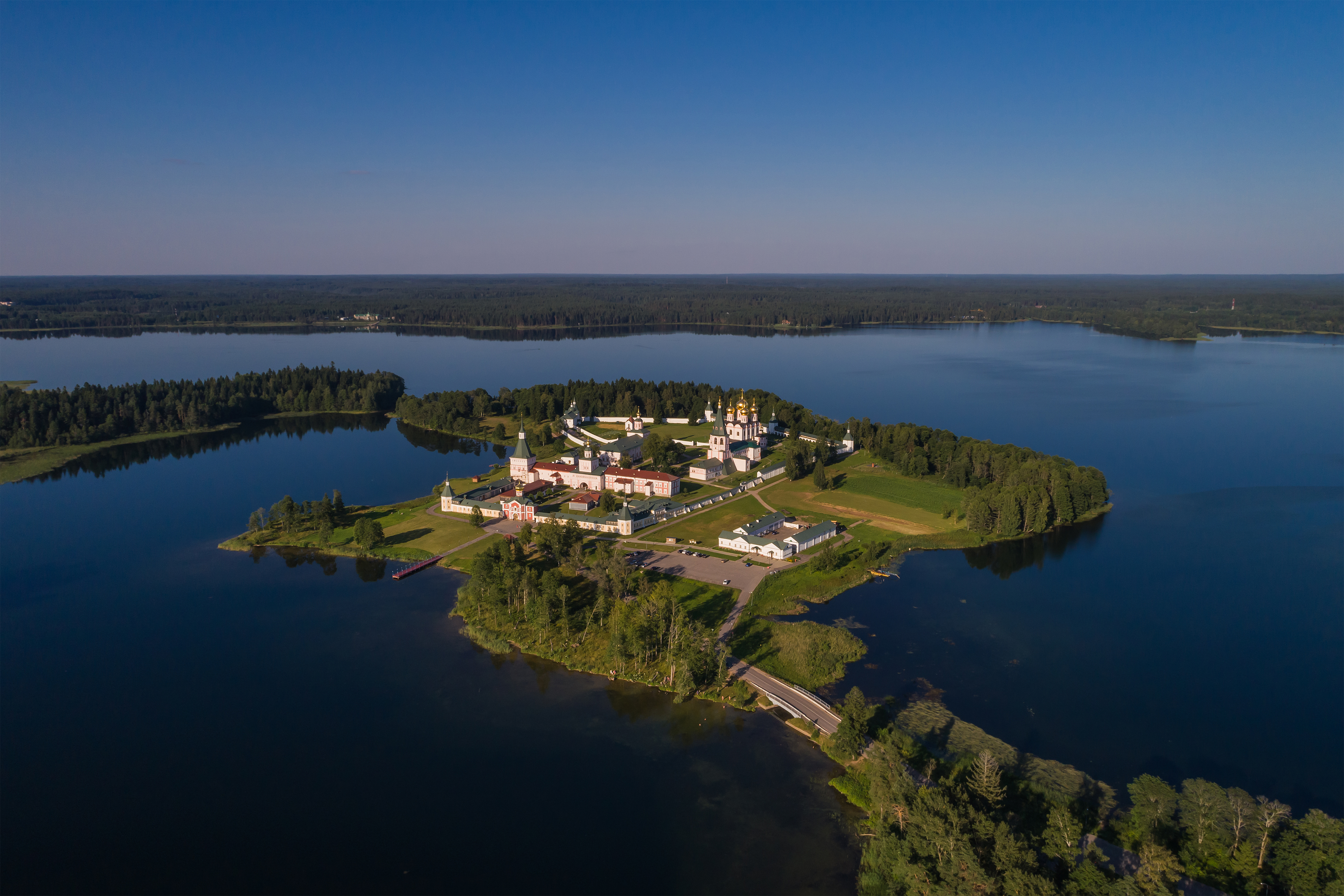
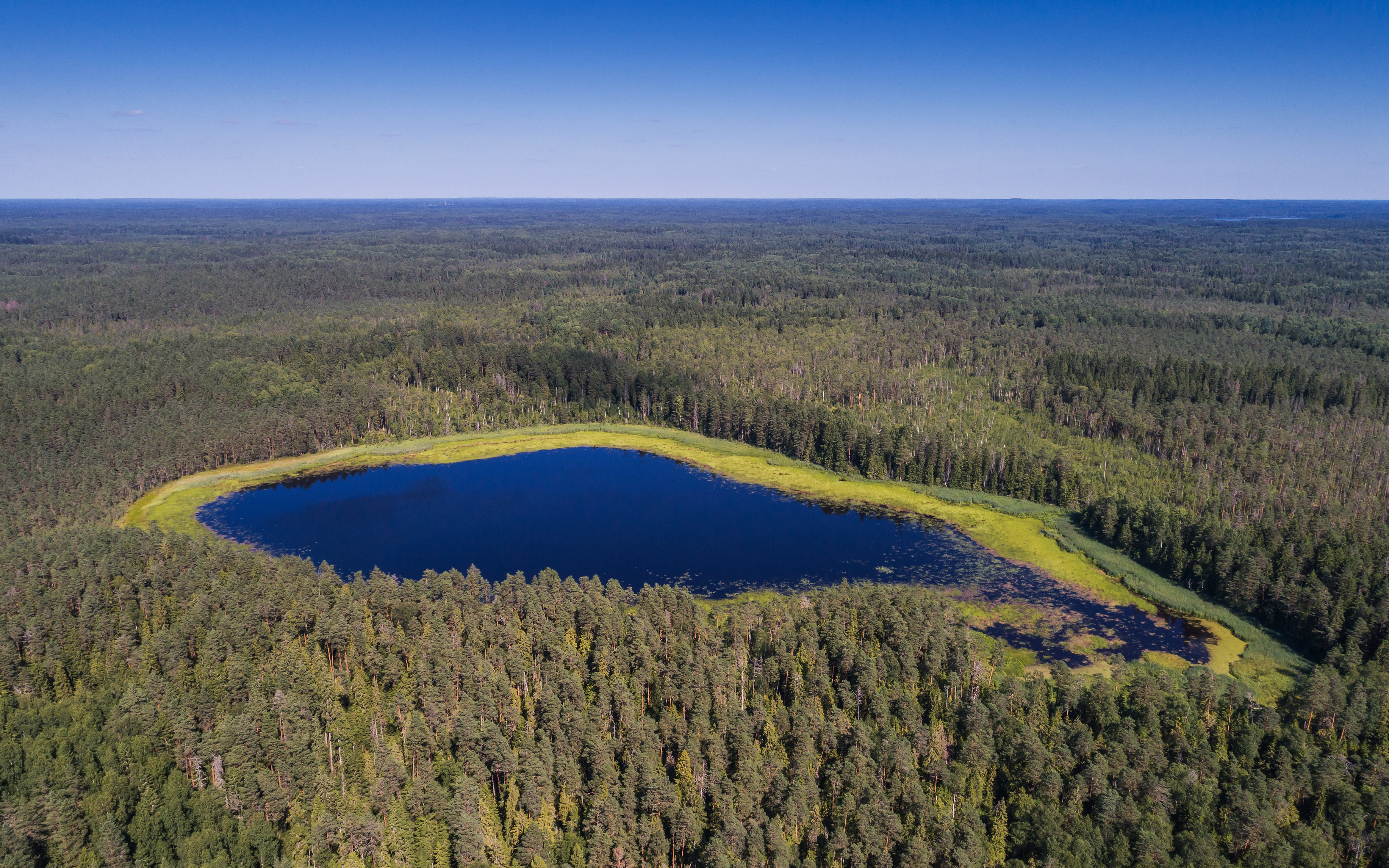

## Source
- (ru) Cet article est partiellement ou en totalité issu de l’article de Wikipédia en russe intitulé « Валдайский национальный парк » (voir la liste des auteurs).